# (4217) Engelhardt
(4217) Engelhardt es un asteroide perteneciente al cinturón de asteroides, descubierto el 24 de enero de 1988 por Carolyn Shoemaker desde el Observatorio del Monte Palomar, Estados Unidos.

## Designación y nombre
Designado provisionalmente como 1988 BO2. Fue nombrado Engelhardt en honor al geólogo y minerálogo alemán Wolf von Engelhardt.